# Trou noir sans singularité
Un modèle de trou noir sans singularité est une théorie mathématique des trous noirs qui évite certains problèmes théoriques liés au modèle standard, notamment la perte d'information et la nature inobservable de l'horizon des événements.

## Éviter les paradoxes dans le modèle standard de trou noir
Pour qu'un trou noir existe physiquement en tant que solution à l'équation d'Einstein, il doit former un horizon des événements en un temps fini par rapport aux observateurs extérieurs. Cela nécessite une théorie précise de la formation des trous noirs, dont plusieurs ont été proposées. En 2007, Shuan Nan Zhang, de l'université de Tsinghua, a proposé un modèle dans lequel l'horizon des événements d'un trou noir potentiel ne se forme (ou ne s'étend) qu'après la chute d'un objet dans l'horizon existant, ou après que l'horizon a dépassé la densité critique. En d'autres termes, un objet tombant dans l'horizon provoque l'expansion de l'horizon d'un trou noir, qui ne se produit qu'après la chute de l'objet dans le trou, ce qui permet d'observer l'horizon en un temps fini,. Cette solution ne résout cependant pas le paradoxe de l'information.

## Modèles alternatifs de trous noirs
Des modèles de trous noirs non singuliers ont été proposés depuis que les problèmes théoriques liés aux trous noirs ont été constatés. Aujourd'hui, parmi les candidats les plus viables pour le résultat de l'effondrement d'une étoile dont la masse est bien supérieure à la limite de Chandrasekhar figurent le gravastar et l'étoile à énergie sombre (en).
Alors que les trous noirs étaient un élément bien établi de la physique dominante pendant la majeure partie de la fin du XXe siècle, les modèles alternatifs ont reçu une nouvelle attention lorsque les modèles proposés par George Chapline (en) et, plus tard, par Lawrence Krauss, Dejan Stojkovic et Tanmay Vachaspati de la Case Western Reserve University ont montré dans plusieurs modèles distincts que les horizons des trous noirs ne pouvaient pas se former,.
Ces recherches ont attiré l'attention des médias, comme les trous noirs ont longtemps captivé l'imagination des scientifiques et du public, tant pour leur simplicité innée que pour leur caractère mystérieux. Les résultats théoriques récents ont donc fait l'objet d'un examen approfondi et la plupart d'entre eux sont désormais écartés par des études théoriques. Par exemple, plusieurs modèles alternatifs de trous noirs se sont révélés instables en cas de rotation extrêmement rapide, ce qui, du fait de la conservation du moment angulaire, constituerait un scénario physique non inhabituel pour une étoile effondrée (voir pulsar). Néanmoins, l'existence d'un modèle stable de trou noir non singulaire reste une question ouverte.

### Métrique Hayward
La métrique de Hayward (en) est la description la plus simple d'un trou noir non singulier. La métrique a été écrite par Sean Hayward comme le modèle minimal qui est régulier, statique, sphériquement symétrique et asymptotiquement plat.

### Métrique Ayón-Beato-García
Le modèle d'Ayón-Beato-García décrit le premier trou noir régulier exact chargé avec source. Le modèle a été proposé par Eloy Ayón Beato et Alberto García en 1998 sur la base du couplage minimal entre un modèle d'électrodynamique non linéaire et la relativité générale, en considérant un espace-temps statique et à symétrie sphérique. Plus tard, les mêmes auteurs ont réinterprété la première géométrie de trou noir non singulier, le modèle de Bardeen toy, comme un trou noir régulier basé sur l'électrodynamique non linéaire. On sait aujourd'hui que le modèle d'Ayón-Beato-García peut imiter les propriétés d'absorption de la métrique de Reissner-Nordström, du point de vue de l'absorption des champs scalaires tests sans masse.